# Дворец Дитрихштейнов (Брно)
Дворец Дитрихштейнов (чеш. Dietrichsteinský palác, нем. Palais Dietrichstein) — здание в центре Брно, на площади Зельни-трх. Раньше принадлежало семье Дитрихштейнов, а теперь служит главным зданием Моравского земского музея. Охраняется как памятник культуры с 1958 года.

## История
Здание было построено на месте пяти частных домов, как одна из семейных резиденций в 1614-1620 годах кардиналом Францем фон Дитрихштейном, епископом Оломоуцким. Считалось, что разработать план строительства было поручено архитектору Джованни Джакомо Тенкалле, но сегодня это предположение считается маловероятным.
Во время восстания чешских сословий в 1620 году во дворце была резиденция «Зимнего короля» Фридриха Пфальцского. Затем здание долго не использовалось, и к 1690 году пришло в запустение. С 1691 по 1693 дворец был реконструирован Николасом Штумбеком (нем. Nicolas Stumbeck, чеш. Mikuláš Stumbeck), но отделочные работы продолжались до 1700 года.
В период до 1748 года неизвестным архитектором был реконструирован вход в дворец, и созданы портал, вестибюль и лестница на первый этаж. Считается, что автором проекта был Доменико Мартинелли или Кристиан Александр Эдтль, но самая последняя версия приписывает его авторство Морицу Гримму и датирует проект около 1730 года. После этой реконструкции в стиле высокого барокко, от первоначального здания в стиле раннего барокко сохранились только основные стены и некоторые своды. В 1748 году во дворце гостила Мария Терезия.
В октябре 1805 года перед битвой под Аустерлицем во дворце останавливался русский полководец Михаил Илларионович Кутузов, о чем сообщает мемориальная доска.
В XIX веке здание служило сначала Апелляционным судом, а затем Верховным земским судом и постепенно перестраивалось для нужд судебных заседаний; грубые изменения барочной архитектуры дворца завершились в 1928–1929 годах надстройкой мансарды над третьим этажом.
С 1911 года дворец был приобретён Моравским земским музеем. Тогда же в здании начал работать Карел Абсолон.
Во время реконструкции дворца в 1980х годах поздняя надстройка третьего этажа была полностью снесена, и внешний вид стал напоминать первоначальный, в стиле барокко. Внутренняя планировка была приспособлена к современным музейным требованиям. Снова музей заработал с октября 1991 года.

## Описание
Здание расположено в центре города Брно, в верхней части площади Зельни-трх, прямо под собором Святых Петра и Павла.

## Музейные помещения

### Первый этаж
- Детский музей — с 1992 года специализированное помещение для проведения интерактивных выставок и занятий с детьми и молодежью.
- Кафе
- Галерея «Парнас»
- Музейный магазин сувениров
- Фойе и двор

### Второй этаж
- «Вымершая жизнь в Моравии» — палеонтологическая выставка, демонстрирующая некоторые геологические эпохи.
- «Мир минералов» — минералогическая выставка, демонстрирующая богатства Моравии и Силезии и мира.

### Третий этаж
- «Предыстория Моравии» — археологическая выставка, посвящённая периоду от Палеолита до Великого переселения народов.
- «Великая Моравия» — археологическая выставка,  посвящённая расселению славян в период от VI до X веков.
- «Моравия в средние века» — историко-археологическая выставка, посвящённая развитию славянских государств в период от Великой Моравии и до XV века.

### Четвёртый этаж
- Помещения для временных выставок.

## Галерея

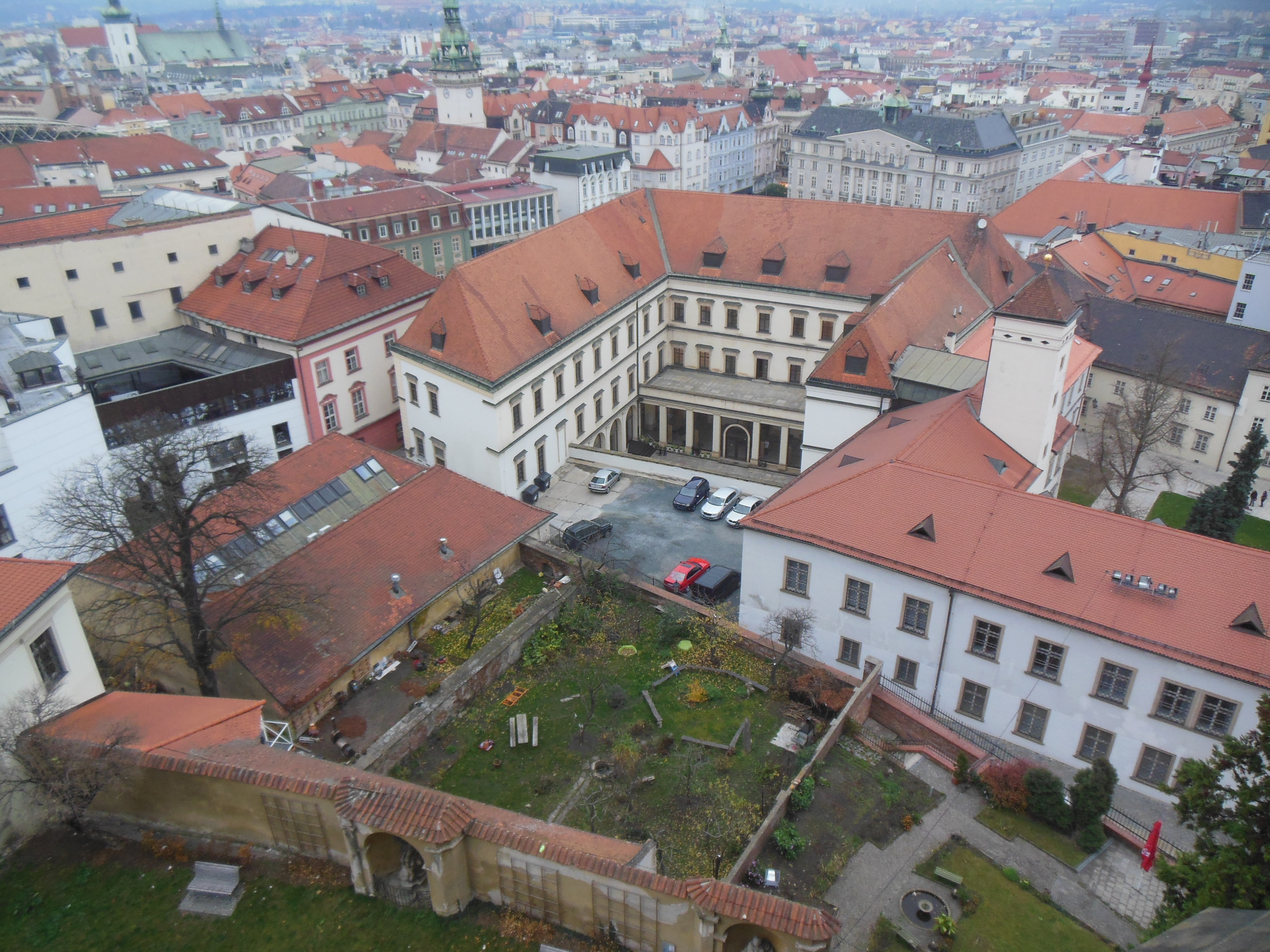
Вид на дворец с Собора Святых Петра и Павла
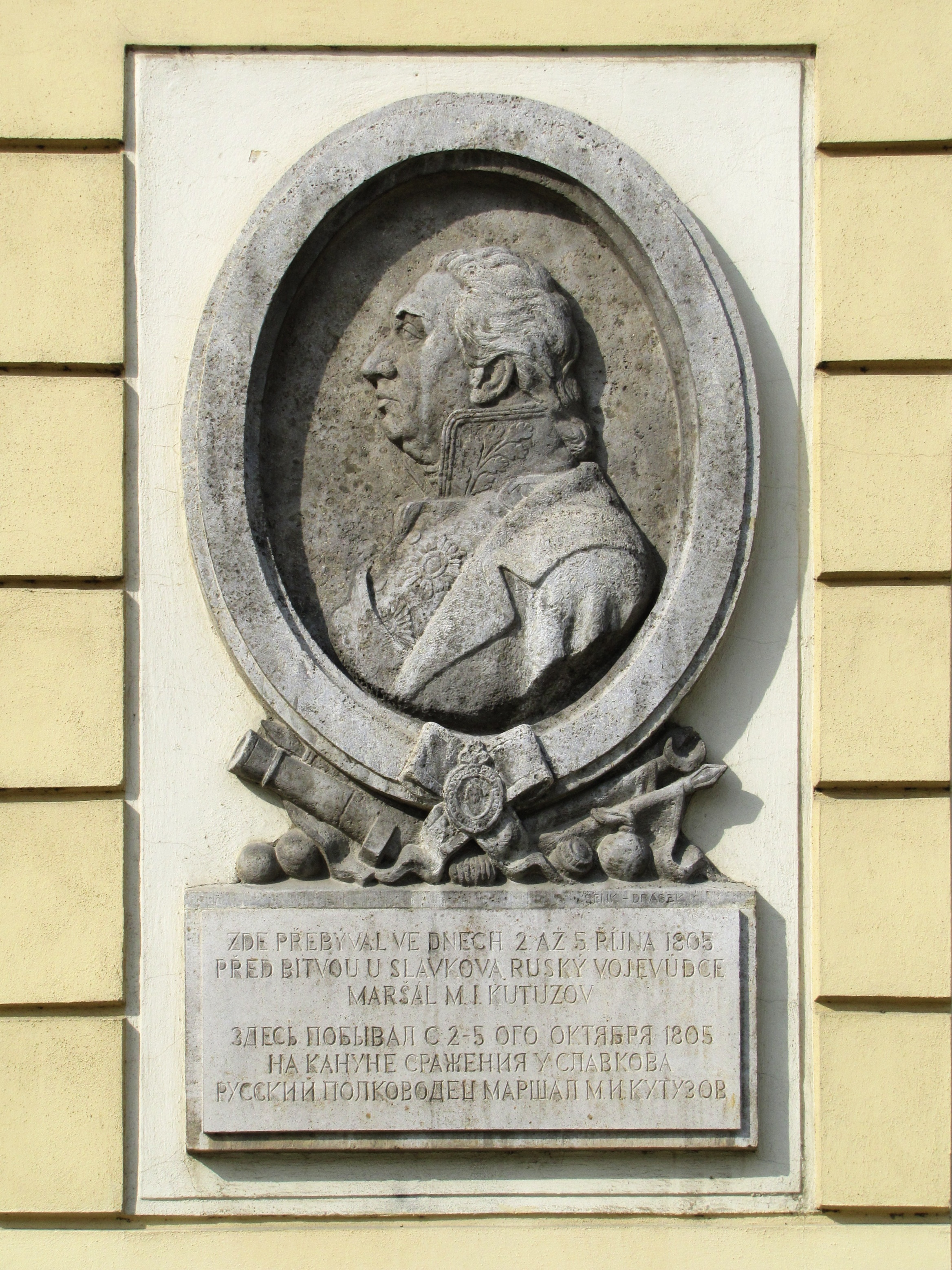
Памятная доска в честь Михаила Илларионовича Кутузова
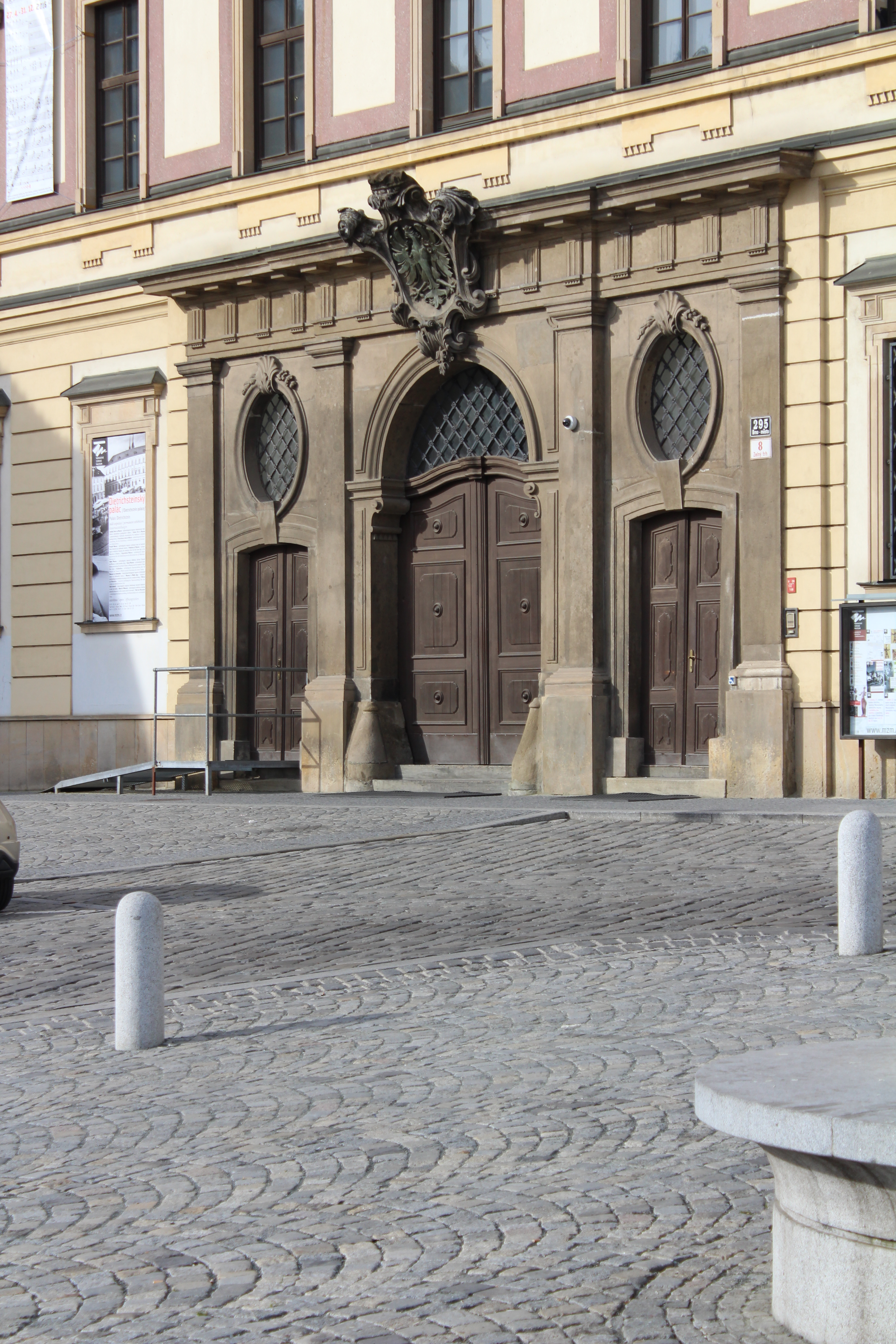
Главный вход
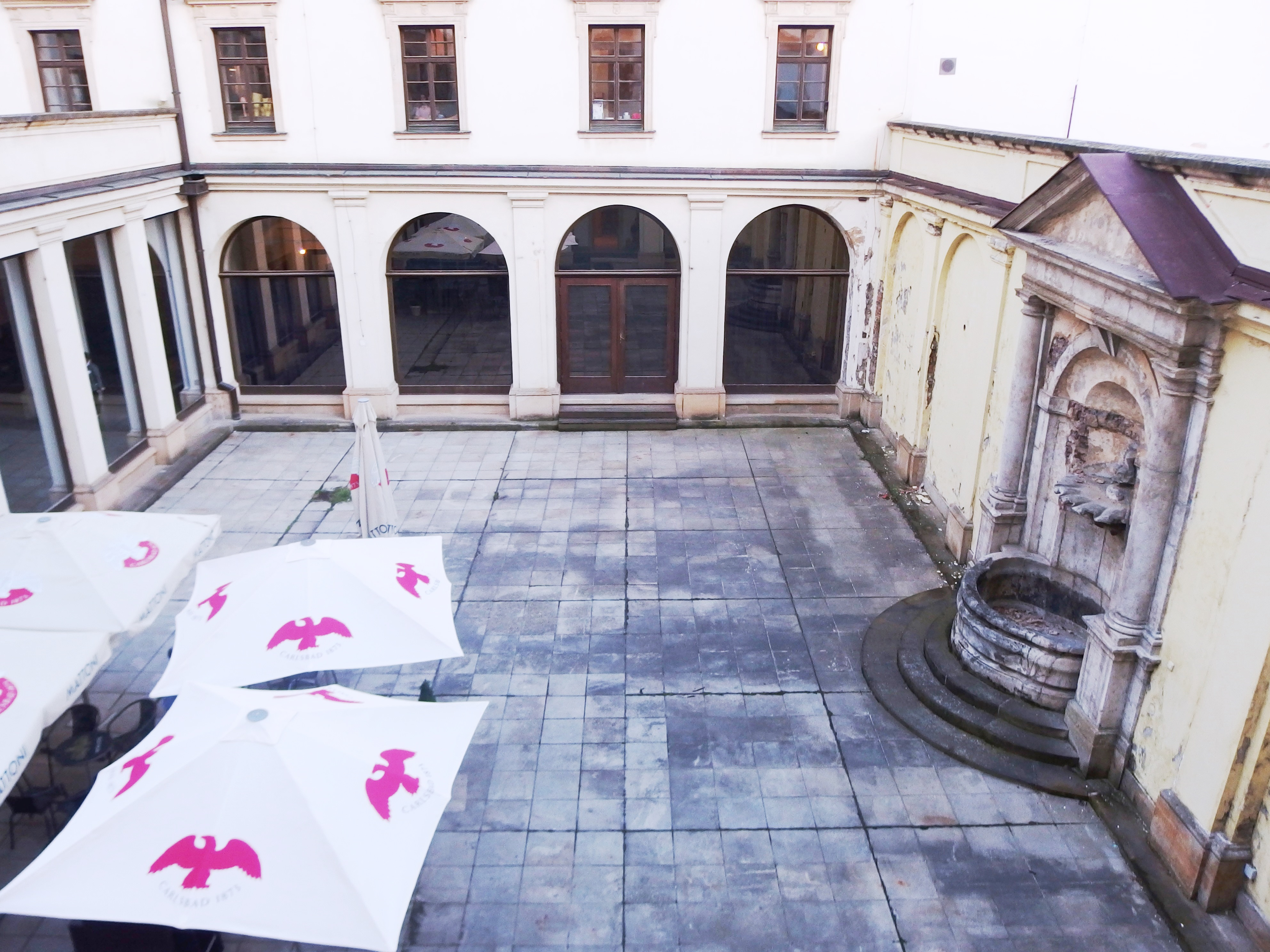
Внутренний двор
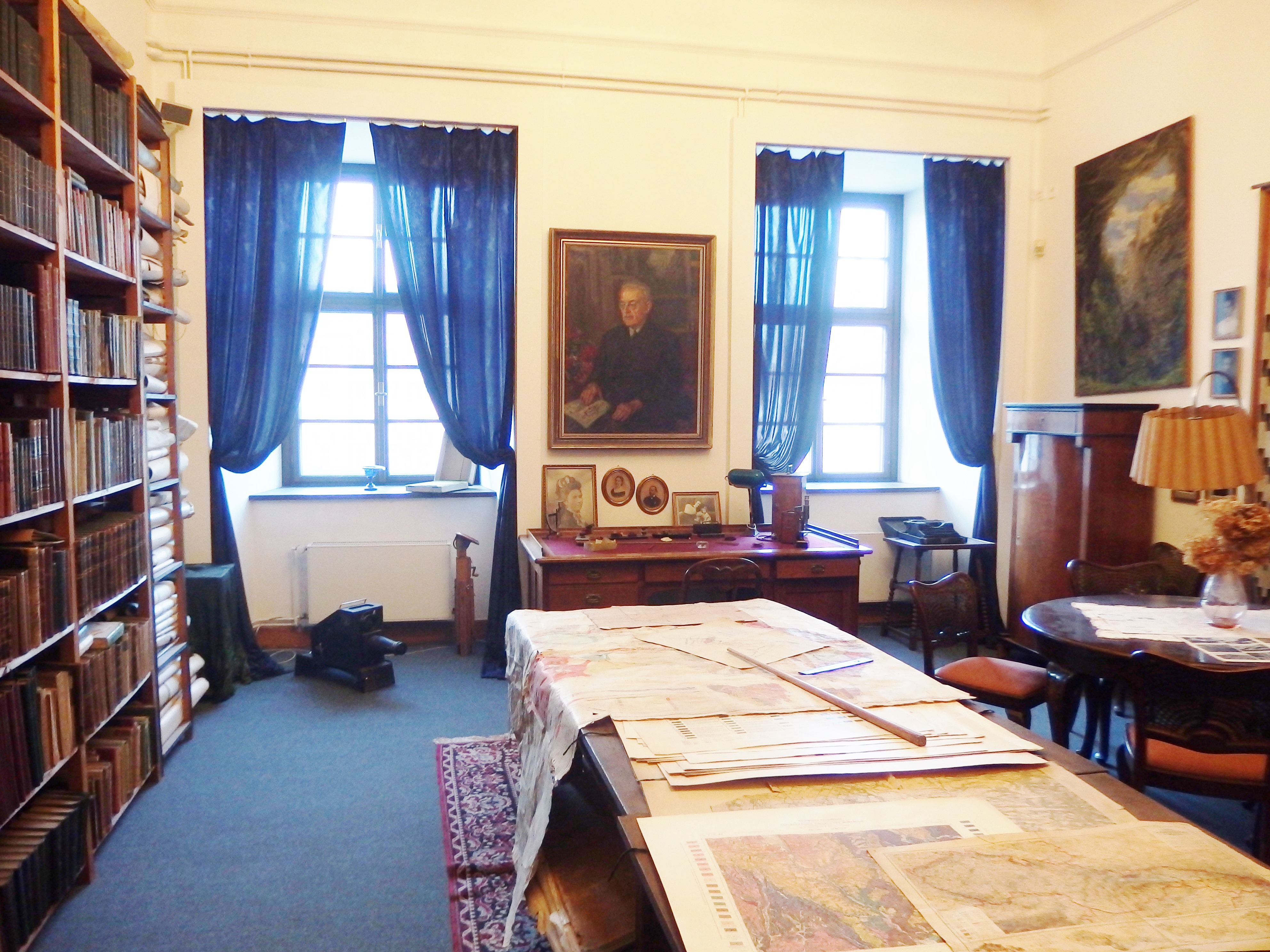
Рабочий кабинет Карела Абсолона, экспозиция музея